# LCE2C
LCE2C (англ. Late cornified envelope 2C) – білок, який кодується однойменним геном, розташованим у людей на 1-й хромосомі. Довжина поліпептидного ланцюга білка становить 110 амінокислот, а молекулярна маса — 11 224.
| 10         |  | 20         |  | 30         |  | 40         |  | 50         |
| ---------- |  | ---------- |  | ---------- |  | ---------- |  | ---------- |
| MSCQQNQQQC |  | QPPPKCPPKC |  | TPKCPPKCPP |  | KCPPQCPAPC |  | FPAVSSCCGP |
| SSGSCCGPSS |  | GGCCSSGAGG |  | CSLSHHRPRL |  | FHRRRHQSPD |  | CCESEPSGGS |
| GCCHSSGGCC |  |            |  |            |  |            |  |            |

A: Аланін

C: Цистеїн

D: Аспарагінова кислота

E: Глутамінова кислота

F: Фенілаланін

G: Гліцин

H: Гістидин

K: Лізин

L: Лейцин

M: Метіонін

N: Аспарагін

P: Пролін

Q: Глутамін

R: Аргінін

S: Серин

T: Треонін

Задіяний у такому біологічному процесі, як кератинізація. 